# Avengers: Endgame (trilha sonora)
Avengers: Endgame (Original Motion Picture Soundtrack) é a trilha sonora do filme Avengers: Endgame (2019) da Marvel Studios, composta por Alan Silvestri. A Hollywood Records lançou o álbum de trilha sonora digitalmente em 26 de abril de 2019, com os formatos físicos sendo lançados em 24 de maio de 2019.

## Antecedentes
Em junho de 2016, foi revelado que Alan Silvestri, que compôs a trilha sonora de The Avengers, estava voltando para compor Avengers: Infinity War e Avengers: Endgame. Discutindo o tom do filme, Silvestri disse que os irmãos Russo queriam que fosse "operático" para ambos os filmes, com Endgame precisando de uma "abordagem musical agressiva". Ele afirmou que achou o ritmo do filme "revigorante, depois de uma percussão estrondosa e metais poderosos impulsionando as sequências de batalha massivas". Silvestri reprisa seus temas dos filmes anteriores dos Avengers e de Captain America: The First Avenger, bem como vários outros temas do Universo Cinematográfico Marvel, incluindo o tema de Ant-Man de Christophe Beck, o tema de Doctor Strange de Michael Giacchino e o tema de Captain Marvel de Pinar Toprak. Silvestri também garantiu aos fãs que o tema de Thanos em Infinity War estava presente no filme. A trilha foi gravada no Abbey Road Studios em Londres com a Orquestra Sinfônica de Londres consistindo de cerca de 95 músicos com Silvestri e o orquestrador Mark Graham conduzindo as sessões. A trilha foi concluída no final de março de 2019.
Diversos clássicos do rock são apresentados no filme, sendo quatro deles na trilha sonora. O filme também inclui "Come and Get Your Love" de Redbone e "It's Been a Long, Long Time" de Jule Styne e Sammy Cahn, com essas canções anteriormente incluídas nas trilhas sonoras de Guardians of the Galaxy e Captain America: The Winter Soldier, respectivamente. Outras canções não incluídas no lançamento da trilha sonora do filme incluem "Make Way for Tomorrow Today" de Richard Sherman, com arranjos feitos por Silvestri, "Doom and Gloom" do The Rolling Stones, "Hey Lawdy Mama" de Steppenwolf, "Supersonic Rocket Ship" do The Kinks e "Dear Mr. Fantasy" de Traffic.
Um videoclipe para a faixa "Portals", usada para a cena em que Doutor Estranho e seus colegas Mestres das Artes Místicas reúnem reforços para ajudar os Vingadores no confronto final com Thanos, foi lançado em 13 de junho.

## Lista de faixas
Todas as canções compostas e conduzidas por Alan Silvestri.
| Avengers: Endgame (Original Motion Picture Soundtrack) - Lançamento Digital |                           |         |  |
| N.º                                                                         | Título                    | Duração |  |
| 1.                                                                          | "Totally Fine"            | 4:29    |  |
| 2.                                                                          | "Arrival"                 | 1:49    |  |
| 3.                                                                          | "No Trust"                | 3:08    |  |
| 4.                                                                          | "Where Are They?"         | 3:12    |  |
| 5.                                                                          | "Becoming Whole Again"    | 3:48    |  |
| 6.                                                                          | "I Figured It Out"        | 4:30    |  |
| 7.                                                                          | "Perfectly Not Confusing" | 4:46    |  |
| 8.                                                                          | "You Shouldn't Be Here"   | 3:33    |  |
| 9.                                                                          | "The How Works"           | 3:50    |  |
| 10.                                                                         | "Snap Out of It"          | 2:24    |  |
| 11.                                                                         | "So Many Stairs"          | 1:51    |  |
| 12.                                                                         | "One Shot"                | 2:04    |  |
| 13.                                                                         | "Watch Each Other's Six"  | 3:56    |  |
| 14.                                                                         | "I Can't Risk This"       | 4:48    |  |
| 15.                                                                         | "He Gave It Away"         | 3:42    |  |
| 16.                                                                         | "The Tool of a Thief"     | 2:58    |  |
| 17.                                                                         | "The Measure of a Hero"   | 3:05    |  |
| 18.                                                                         | "Destiny Fulfilled"       | 4:05    |  |
| 19.                                                                         | "In Plain Sight"          | 3:14    |  |
| 20.                                                                         | "How Do I Look?"          | 2:06    |  |
| 21.                                                                         | "Whatever It Takes"       | 2:56    |  |
| 22.                                                                         | "Not Good"                | 1:53    |  |
| 23.                                                                         | "Gotta Get Out"           | 2:38    |  |
| 24.                                                                         | "I Was Made for This"     | 4:37    |  |
| 25.                                                                         | "Tres Amigos"             | 3:37    |  |
| 26.                                                                         | "Tunnel Scape"            | 3:16    |  |
| 27.                                                                         | "Worth It"                | 4:15    |  |
| 28.                                                                         | "Portals"                 | 3:17    |  |
| 29.                                                                         | "Get This Thing Started"  | 4:54    |  |
| 30.                                                                         | "The One"                 | 2:08    |  |
| 31.                                                                         | "You Did Good"            | 1:57    |  |
| 32.                                                                         | "The Real Hero"           | 5:54    |  |
| 33.                                                                         | "Five Seconds"            | 1:45    |  |
| 34.                                                                         | "Go Ahead"                | 2:57    |  |
| 35.                                                                         | "Main on End"             | 3:11    |  |
| Duração total:                                                              | Duração total:            | 116:52  |  |

| Avengers: Endgame (Original Motion Picture Soundtrack) - Lançamento Físico |                           |         |  |
| N.º                                                                        | Título                    | Duração |  |
| 1.                                                                         | "Totally Fine"            | 4:29    |  |
| 2.                                                                         | "Arrival"                 | 1:49    |  |
| 3.                                                                         | "Where Are They?"         | 3:12    |  |
| 4.                                                                         | "Becoming Whole Again"    | 3:48    |  |
| 5.                                                                         | "I Figured It Out"        | 4:30    |  |
| 6.                                                                         | "Perfectly Not Confusing" | 4:46    |  |
| 7.                                                                         | "You Shouldn't Be Here"   | 3:33    |  |
| 8.                                                                         | "The How Works"           | 3:50    |  |
| 9.                                                                         | "One Shot"                | 2:04    |  |
| 10.                                                                        | "Snap Out of It"          | 2:24    |  |
| 11.                                                                        | "So Many Stairs"          | 1:51    |  |
| 12.                                                                        | "Watch Each Other's Six"  | 3:56    |  |
| 13.                                                                        | "I Can't Risk This"       | 4:48    |  |
| 14.                                                                        | "He Gave It Away"         | 3:42    |  |
| 15.                                                                        | "The Tool of a Thief"     | 2:58    |  |
| 16.                                                                        | "The Measure of a Hero"   | 3:05    |  |
| 17.                                                                        | "In Plain Sight"          | 3:14    |  |
| 18.                                                                        | "Whatever It Takes"       | 2:56    |  |
| 19.                                                                        | "Not Good"                | 1:53    |  |
| 20.                                                                        | "I Was Made For This"     | 4:37    |  |
| 21.                                                                        | "Tres Amigos"             | 3:37    |  |
| 22.                                                                        | "Worth It"                | 4:15    |  |
| 23.                                                                        | "Portals"                 | 3:17    |  |
| 24.                                                                        | "The One"                 | 2:08    |  |
| 25.                                                                        | "You Did Good"            | 1:57    |  |
| 26.                                                                        | "The Real Hero"           | 5:54    |  |
| 27.                                                                        | "Go Ahead"                | 2:57    |  |
| 28.                                                                        | "Main On End"             | 3:11    |  |
| Duração total:                                                             | Duração total:            | 74:14   |  |

## Desempenho nas tabelas musicais
| Tabela musical (2019)              | Melhor posição |
| ---------------------------------- | -------------- |
| Austrália (ARIA Digital Albums)    | 8              |
| Bélgica (Ultratop Valônia)         | 181            |
| Bélgica (Ultratop Flandres)        | 179            |
| Escócia (Official Scottish Albums) | 64             |
| Estados Unidos (Billboard 200)     | 88             |
| França Albums (SNEP)               | 192            |
| Suíça (Schweizer Hitparade)        | 98             |

## Prêmios e indicações
| Premiação                       | Data da cerimônia      | Categoria                                                  | Recipiente(s)  | Resultado | Ref(s) |
| ------------------------------- | ---------------------- | ---------------------------------------------------------- | -------------- | --------- | ------ |
| Prêmio Saturno                  | 13 de setembro de 2019 | Melhor Música                                              | Alan Silvestri | Indicado  | [ 18 ] |
| Hollywood Music in Media Awards | 20 de novembro de 2019 | Melhor Trilha Sonora Original – Ficção Científica/Fantasia | Alan Silvestri | Venceu    | [ 19 ] |
| Grammy Awards                   | 26 de janeiro de 2020  | Melhor Trilha Orquestrada de Mídia Visual                  | Alan Silvestri | Indicado  | [ 20 ] |